# مجلس الشورى اليمني
مجلس الشورى اليمني  هو مجلس مُعيَّن من رئيس الجمهورية ويمارس السلطة التشريعية في اليمن إلى جانب مجلس النواب اليمني و نشأ بقرار من رئيس الجمهورية من ذوى الخبرات والكفاءات والشخصيات الاجتماعية لتوسيع قاعدة المشاركة في الرأي والاستفادة من الكفاءات والخبرات الوطنية، يرأسه احمد عبيد بن دغر رئيس الوزراء سابقا

## النشأة والتكوين
يعتبر مجلس الشورى مؤسسة هامة في الشؤون القبلية، والتي كانت جزءً من الإسلام السياسي، وهو المعادل الإسلامي للديمقراطية الاستشارية. ويفترض بحكام الدولة استشارة ذوي المعرفة والسلطة في القرارات الهامة. مارس حكام اليمن الشورى على مر التاريخ، وهكذا «حافظوا على اليمن متماسكة». في تاريخ اليمن الحديث. يقول بعض المحللين إن هذا ما منع اليمن من الفشل، مثل أفغانستان والصومال.
جاء مجلس الشورى الرسمي الحالي مع التعديل الدستوري عام 2001، حيث يتألف المجلس من 111 عضواً يتم تعيينهم من قبل رئيس الجمهورية. وقد تشكل هذا المجلس يوم 28 أبريل 2001، بقرار من الرئيس علي عبد الله صالح بدلاً عن المجلس الاستشاري المشكل في العام 1997، حيث تضمنت تشكيلة مجلس الشورى الجديد 52 شخصية جديدة الى جانب 59 شخصية هم كامل أعضاء المجلس الاستشاري المنحل والذي كان يرأسه عبد العزيز عبد الغني، والذي انتخب أيضًا رئيسًا لهذا المجلس. وفي 4 يونيو 2014، أقر مجلس النواب اليمني مضاعفة عدد أعضاء مجلس الشورى من خلال تعديل المادة (126) من الدستور النافذ والمتعلقة بالعضوية في مجلس الشورى، بناءً على طلب من الرئيس عبد ربه هادي، الذي وجه رسالة بهذا الشأن إلى المجلس في الـ 17 من شهر مارس 2014، طالب فيها بتعديل المادة (126) من الدستور تسمح بزيادة عدد أعضاء مجلس الشورى من (111) إلى (221) عضواً، استنادًا إلى مخرجات مؤتمر الحوار الوطني الشامل، وذلك بهدف توسيع قاعدة المشاركة من مختلف المكونات السياسية التي شاركت في المؤتمر، وعلى طريق استكمال بناء المؤسسات الدستورية وفقا لمخرجات الحوار. وقد نصت المادة المعدلة على أن يتكون مجلس الشورى من مائتين وواحد وعشرين عضواً يعينهم رئيس الجمهورية من غير الأعضاء في مجلس النواب أو المجالس المحلية. وكما تقول التقاليد، يتم ملء المقاعد من قبل شيوخ (زعماء القبائل) وقضاة وشخصيات سياسية واجتماعية. دستورياً، لمجلس الشورى دور استشاري. تمر مشاريع القوانين والاقتراحات على مجلس الشورى قبل أن يتم التصويت عليها من قبل مجلس النواب اليمني. كما يمكن أن يكون للشورى صوت حاسم في بعض المسائل التشريعية الهامة. وكون أعضائه يتم تعيينهم، فدوره ووظيفته ليست شفافة دائماً.

## تشكيلة المجلس

### التشكيلة الأصلية للمجلس
يوم 28 أبريل 2001، أصدر الرئيس علي عبد الله صالح قرار بالتشكيلة الأصلية للمجلس بقوام 111 عضوًا على النحو التالي:
| الإســــــــــــــــــم | الإســــــــــــــــــم | الإســــــــــــــــــم | الإســــــــــــــــــم |
| 1. عبد العزيز عبد الغني 2. عبد الله صالح البار 3. محسن العلفي 4. اسماعيل أحمد الوزير 5. عبد الوهاب الآنسي 6. يحيى محمد المتوكل 7. عبد اللطيف ضيف الله 8. علي لطف الثور 9. حسين محمد المسوري 10. حسين عبد الله العمري 11. حسن أحمد اللوزي 12. صالح علي الأشول 13. أحمد محمد المحني 14. علي حميد شرف 15. عبدالله عبد الولي ناشر 16. محمد محمد الطيب 17. محمد أحمد الجنيد 18. محمد حسن دماج 19. محمد أحمد الكباب 20. فضل محسن عبدالله 21. علي أحمد ناصر السلامي 22. محمد حسين العيدروس 23. حسين محمد عرب 24. أحمد مساعد حسين 25. عبدالله صالح سبعة 26. عبد الملك السياني 27. عبدالملك منصور 28. محمد ضيف الله محمد | 29. حيدر صالح الهبيلي 30. علي عبدالله السلال 31. عبد الحميد الحدي 32. عبدالله حسين بركات 33. محمد حاتم الخاوي 34. عبد الحميد نعمان راجح 35. عبدالسلام خالد كرمان 36. القاضي ناصر الشيباني 37. علي محمد سعيد 38. فضل محمد عيدروس العفيفي 39. غالب عبد الكافي القرشي 40. أحمد يحيى العماد 41. أحمد محمد الشامي 42. محمد عبد الله الإرياني 43. عبدالملك اسماعيل 44. ابراهيم عبدالله صعيدي 45. محمد أحمد منصور 46. علي أحمد ناصر الذهب 47. أحمد علي السلامي 48. محمد سالم عكوش 49. حسين أحمد السلامي 50. محمد علي عجلان 51. محسن علي ياسر 52. طارق ناصر الفضلي 53. محسن بن معيلي 54. سعيد العكبري 55. محمد صالح قرعة 56. محمد هادي عوض | 57. قاسم سلام 58. قايد شويط 59. عوض عبدالله مشبح 60. عادل حسن السقاف 61. الهيثمي عشال 62. عبد الله محيديع 63. علي القبلي نمران 64. محمد أبو بكر العمودي 65. علي أحمد الواحدي 66. عوض الربيزي 67. حسين علي حسن 68. محمد ناجي الغادر 69. محمد عبد الله ابو لحوم 70. عبد الملك المخلافي 71. عبده عثمان محمد 72. محمد علي مرعي 73. صادق علي محسن باشا 74. عباس النهاري 75. محمد عبدالله عراسي 76. يحيى محمد الكحلاني 77. علي حميد جليدان 78. علي محمد الصريمي 79. أحمد محمد مكي 80. يحيى عبدالله قحطان 81. صلاح الأعجم 82. سعيد جعبول 83. منى باشراحيل 84. محمد اسماعيل محمد الضالعي | 85. عبدالله حامس العوجري 86. علي الخضر السعيدي 87. أحمد علي بن جلال 88. علي سالم بكير 89. حمود الشايف 90. فاطمة محمد بن محمد 91. يحيى علي الحباري 92. عبد الله عبد السلام صبره 93. محمد شايف جار الله 94. حمود عاطف 95. عبد الولي أحمد سيف الشرحي 96. شايف مخارش 97. درهم أبو لحوم 98. محمد أفندي 99. عبدالرحمن حميد 100. حميد حنش 101. عبده محمود راجح 102. مانع الصيح 103. محمد يحيى العاضي 104. عبدالله أحمد السنباني 105. محمد علي عبدالله البخيتي 106. حمود قطينة 107. حسن عبد الرزاق 108. محمد محمد مشرعي 109. بالليل بن راجح لبوزة 110. يحيى العكيمي 111. توكل سالم ياسين المهري. |

### الأعضاء المعينين في أوقات لاحقة
بعد صدور قرار رئيس الجمهورية في أبريل 2001 المتضمن التشكيلة الأصلية للمجلس بقوام 111 عضوًا، صدرت في أوقات لاحقة قرارات رئاسية بتعيين أعضاء جدد في المجلس بدلاً عن أعضاء شَغُرت مقاعدهم بالوفاة أو بالتعيين في مناصب رسمية أخرى، يضاف إلى ذلك الأعضاء الذين عُيِّنُوا في المجلس بعد توسعة قوام المجلس إلى 221 عضوًا استناداً إلى مخرجات مؤتمر الحوار الوطني الشامل، وذلك كما يلي:
مايو 2003
محمد عبد الله البطاني
عبد الله أحمد غانم
عبد الرحمن محمد علي عثمان
محسن محمد اليوسفي
احمد سالم الجبلي
دكتور علي حسن الأحمدي
دكتور فضل علي أبو غانم
القاضي أحمد عبد الله عقبات
المهندس يحيى علي الأبيض
القبطان سعيد عبد الله يافعي
نوفمبر 2003
1- طه أحمد غانم
2- أحمد المتوكل
3- فيصل عبد الله مناع
2006
1- علوي صالح السلامي
2- الدكتور أحمد محمد الاصبحي
2008
1- يحيى حسين العرشي.
2- دكتور مطهر عبدالله السعيدي.
3- دكتور عبد الوهاب محمد الروحاني.
4- عبد العزيز ناصر الكميم.
5- علي علي القيسي.
6- منصور عبد الجليل عبد الرب.
7- عبد الوهاب يحيي الدرة.
8- محمد عبدالله الحرازي.
9- محمد أحمد العنسي.
10- دكتور عبد الله راوح
2011
1- دكتور عدنان عمر محمد الجفري
2- سالم أحمد الخنبشي
3- أحمد سالم الجبلي (إعادة تعيين بعد عزله من منصبه محافظ لمحافظة الحديدة)
4- خالد عبد الوهاب الشريف
5- علوي على المشهور
6- دكتور محمد عبد الله السياني
7- عبد الملك عبد الرحمن الإرياني
8- دكتور جعفر سعيد باصالح
9- محمد السقاف عبد الرحمن بلغيث
10- حزام علي عبد الله الصلاحي
2014
1- دكتور أبو بكر عبد الله القربي
2- احمد عبيد الفضلي
2016
1- قاسم حسين المشدلي
2- سالم بن محمد عبدالله العلهي
3- عبدالواحد هزام الدعام
2017
1- محمد محمد علي الجمال
2- علي حسين عبد الرحمن
3- عبدالله علي عليوة
4- مرشد علي العرشاني
5- الخضر محمد السعيدي
6- وحيد علي رشيد
7- دكتور خالد عمر باجنيد
8- عبدالله صالح الكثيري
9- دكتوره سميرة خميس عبيد
10- قاسم حسن المشدلي
11- سالم محمد الخوري
2018
1- مهندس عبدالله الأكوع
2- دكتور محمد السعدي
3- منصور علي أحمد البطاني
4- لواء علي بن راشد الحارثي
5- مهدي الهاتف
6- صالح الرصاص
7- أحمد محمد قحطان
8- عبد الكريم صالح العمري
9- عصام هبة الله شريم
10- علي هادي أحمد باحشوان
11- محمد علي باشماخ
12- دكتور أمين أحمد محمود
2021
1- دكتور أحمد عبيد بن دغر
2- عبدالله محمد ابو الغيث
3- وحي طه أمان
2022
1- القاضي الدكتور علي ناصر سالم
2- القاضي حمود عبدالحميد الهتار
3- القاضي علي عوض ناصر
4- القاضي أحمد عمر بامطرف
2024
1- ناصر محمد كباس 

## هيئة رئاسة المجلس الحالية
رئيس المجلس: أحمد عبيد بن دغر
النائب الأول لرئيس المجلس: عبد الله محمد أبو الغيث
النائب الثاني لرئيس المجلس: وحي طه أمان

## هيئات رئاسة المجلس السابقة

### 2001-2011
رئيس المجلس: عبد العزيز عبد الغني (توفي 2011)
النائب الأول لرئيس المجلس: عبد الله صالح البار
النائب الثاني لرئيس المجلس: محسن العلفي

### 2011-2021
رئيس المجلس: عبد الرحمن محمد علي عثمان
النائب الأول لرئيس المجلس: عبد الله صالح البار (توفي عام 2018 وظل المنصب شاغر حتى 2021)
النائب الثاني لرئيس المجلس: محسن العلفي

## مهام مجلس الشورى
- تقديم الدراسات والمقترحات التي تساعد الدولة على رسم استراتيجياتها التنموية وتسهم في حشد الجهود الشعبية من اجل ترسيخ النهج الديمقراطي وتقديم الاقتراحات التي تساعد على تفعيل مؤسسات الدولة وتسهم في حل المشاكل الاجتماعية وتعمق الوحدة الوطنية.
- إبداء الرأي والمشورة في المواضيع الأساسية التي يرى رئيس الجمهورية عرضها على المجلس.
- تقديم الرأي والمشورة بما يسهم في رسم الإستراتيجية الوطنية والقومية للدولة في المجالات السياسية والاقتصادية والاجتماعية والعسكرية والأمنية لتحقيق أهدافها علي المستويين الوطني والقومي.
- إبداء الرأي والمشورة في السياسيات والخطط والبرامج المتعلقة بالإصلاح الإداري وتحديث أجهزة الدولة وتحسين الأداء.
- الاشتراك مع مجلس النواب بتزكية المرشحين لمنصب رئيس الجمهورية والمصادقة على خطط التنمية الاقتصادية والاجتماعية والمعاهدات والاتفاقيات المتعلقة بالدفاع والتحالف والصلح والسلم والحدود والتشاور فيما يرى رئيس الجمهورية عرضه من قضايا على الاجتماع المشترك.
- رعاية الصحافة ومنظمات المجتمع المدني ودراسة أوضاعها و تطويرها وتعزيز دورها.
- تقييم السياسات الاقتصادية والمالية والنقدية، وتقييم تنفيذ برامج الاستثمار السنوية.
- استعراض تقارير جهاز الرقابة والمحاسبة ورفع تقرير بشأنها إلي رئيس الجمهورية.

## علاقات دولية
المجلس عضو مؤسس في رابطة مجالس الشيوخ والشورى والمجالس المماثلة في إفريقيا والعالم العربي (أسيكا).

## مواضيع ذات علاقة
- أحزاب سياسية في اليمن
- مجلس النواب اليمني
- مجلس الشورى (1988-1990)
- مجلس الشورى (1971-1975)
- مجلس الشعب التأسيسي
- المجلس الاستشاري اليمني
- نظام الحكم في اليمن
- دستور اليمن